# Guéridon

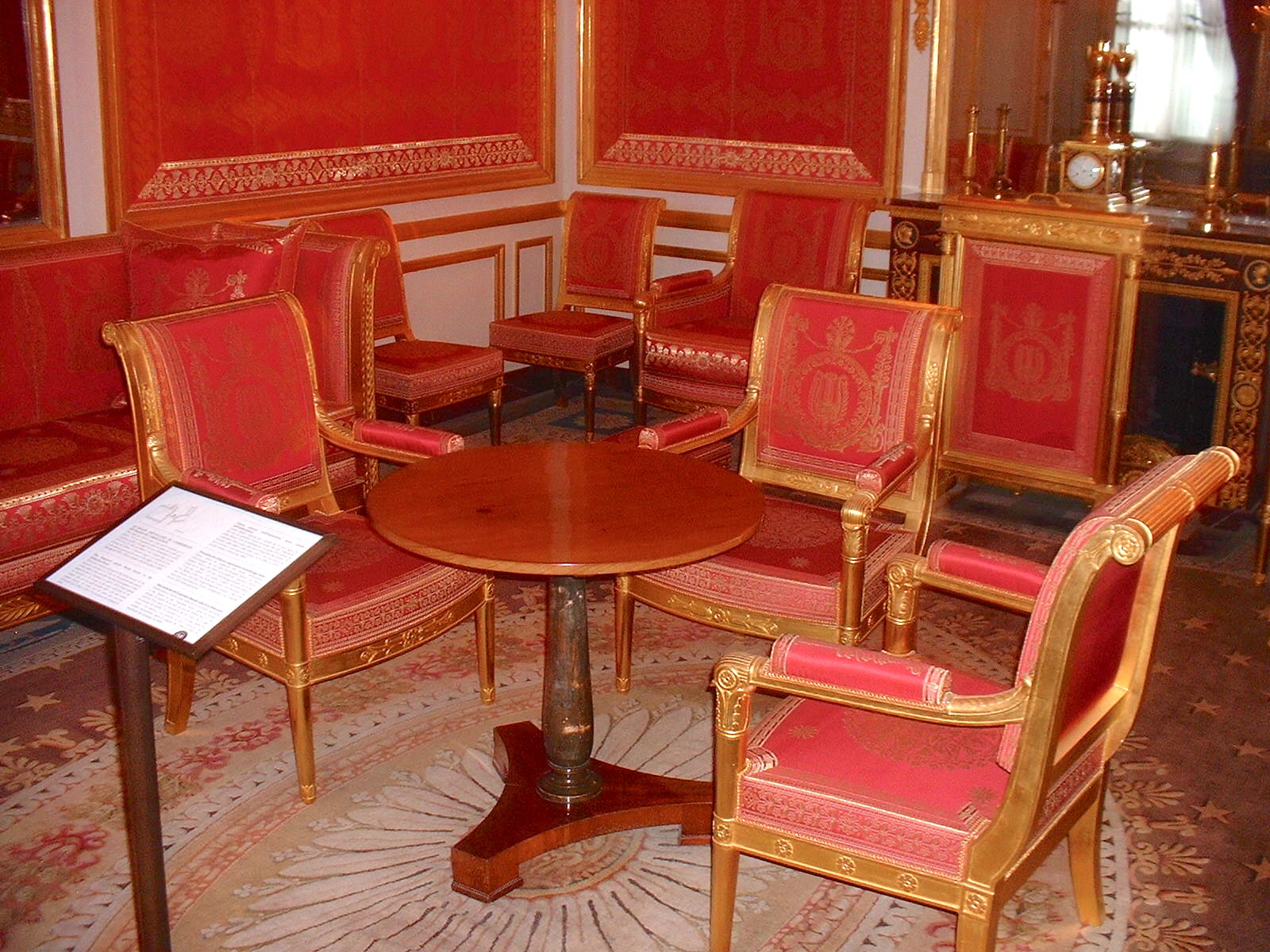
Guéridon a Fontainebleau

Un guéridon è un tavolo alto e stretto, generalmente utilizzato come base per una lampada o un vaso, e che si regge su una colonna o sulla statua di una figura mitologica. 
Si tratta di un elemento d'arredo spesso molto elegante e aggraziato, storicamente diffusosi in Francia alla metà del XVII secolo. Originariamente, la base del tavolo era costituita da una figura esotica, come un animale intarsiato o la statua di un moro, donde forse il nome: in francese l'appellativo generico per i giovani uomini di origine africana pare fosse, all'epoca, guridon. La possente figura e i colori sgargianti del moro che in statua sorreggeva il tavolo dava un effetto assai curioso al mobile, suggerendo nella figura dell'uomo che regge il tavolo sulla testa e sulle mani l'idea di un perfetto e totale asservimento.
La diffusione di questi oggetti solleticò in breve tempo la ricercatezza degli intenditori, rendendo la moda un vero e proprio business con oggetti sempre più costosi: alla morte di Luigi XIV ve ne erano svariate centinaia a Versailles, ed entro una generazione o due se ne trovavano delle forme e dei colori più disparati: dalle forme più semplici (con gambe di legno intarsiate e decorate con stemmi di vario tipo) a quelle più complesse (colonne, treppiedi, statue mitologiche decorate con argenti, smalti, e diversi tipi di legno pregiato).
Per guéridon si intende anche tavolino di servizio a tavola, in genere di forma rettangolare e munito di ruote. Il loro utilizzo può variare nelle diverse aziende, anche se il più comune è per il servizio alla russa (servizio al gueridon).